# 1538
| 1538               |
| ------------------ |
| Dødsfald - Fødsler |
|                    |

| Gregoriansk kalender | 1538 MDXXXVIII          |
| Ab urbe condita      | 2291                    |
| Armensk kalender     | 987 ԹՎ ՋՁԷ              |
| Kinesiske kalender   | 4234 – 4235 丁酉 – 戊戌 |
| Etiopisk kalender    | 1530 – 1531             |
| Jødisk kalender      | 5298 – 5299             |
| Hindukalendere       |                         |
| - Vikram Samvat      | 1593 – 1594             |
| - Shaka Samvat       | 1460 – 1461             |
| - Kali Yuga          | 4639 – 4640             |
| Iransk kalender      | 916 – 917               |
| Islamisk kalender    | 945 – 946               |

Konge i Danmark: Christian 3. 1534-1559
Se også 1538 (tal)

## Begivenheder
- Kaffen kommer til Europa – fra Tyrkiet
- 6. august - Bogotá i Colombia grundlægges af conquistadoren Quesada
- 17. december – Den engelske konge Henrik VIII bandlyses af den katolske kirke